# Tyrone Williams
Tyrone Williams (* 26. března 1970 Halifax, Nové Skotsko) je bývalý kanadský hráč kanadského a amerického fotbalu, nastupoval na pozici Wide-Reciever. Byl draftován Národní Fotbalovou Ligou v roce 1992 jako 239. v 9. kole draftu (v roce 1992 & 1993 vyhrál se svým týmem v Super Bowlu a v roce 1996 ve finále Kanadské Fotbalové Ligy Grey Cup.

## Kariéra
Začal hrát za univerzitu University of Western Ontario, byl jedním z nejlepší hráčů v CIS Football. V roce 1992 byl draftovaný týmem Phoenix Cardinals. Poté přešel do Dallas Cowboys, kde působil v letech 1992-93, o rok později působil v týmech Chicago Bears a Buffalo Bills. V roce 1995 přestoupil do Calgary Stampeders a v roce 1996 do Toronta Argonauts. Poslední sezónu odehrál v roce 1997 za tým Miami Dolphins.